# Poruba
Poruba es un municipio del distrito de Prievidza en la región de Trenčín, Eslovaquia, con una población estimada a final del año 2024 de 1372 habitantes.
Se encuentra ubicado al este de la región, cerca del río Nitra (cuenca hidrográfica del Danubio) y de la frontera con las regiones de Banská Bystrica y Žilina.

## Demografía
| Año        | 1994 | 2004    | 2014    | 2024    |
| ---------- | ---- | ------- | ------- | ------- |
| Población  | 1258 | 1287    | 1294    | 1372    |
| Diferencia |      | +2,30 % | +0,54 % | +6,02 % |

| Año        | 2023 | 2024    |
| ---------- | ---- | ------- |
| Población  | 1363 | 1372    |
| Diferencia |      | +0,66 % |